# Battaglia di Suvali
La battaglia di Suvali, o di Swally, fu combattuta tra il 29 ed il 30 novembre 1612 lungo la costa del villaggio indiano di Suvali, nei pressi della città di Surat (Gujarat), e vide la vittoria di quattro galeoni della Compagnia britannica delle Indie orientali nei confronti di 4 caracche e 26 Brigantini a palo dell'Impero portoghese.

La rilevanza di questo scontro è data dal fatto che esso segnò l'inizio della decadenza del monopolio commerciale del Portogallo in India e l'inizio dell'ascesa della presenza coloniale della Compagnia delle Indie orientali che ne prese il posto.

La battaglia di Suvali convinse la Compagnia delle Indie Orientali ad organizzare e creare una piccola flotta che sorvegliasse e proteggesse i suoi convogli navali contro i possibili assalti delle altre potenze coloniali europee e contro gli assalti dei pirati. Questa iniziativa vien considerata come l'atto di nascita della Marina militare dell'India.

Il monopolio dell'Impero Portoghese sulle rotte commerciale verso l'India durava ormai dalla fine del XV secolo, ma agli inizi del XVII esso venne minacciato dai tentativi di infiltrazione da parte di due compagnie inglesi, la The Company of Merchant Adventurers (fondata nel 1551) e che sarebbe diventata la Russia Company nel 1555, e la English East India Company, nota anche come John Company (fondata nel 1600). Entrambe le  compagnie cercarono di trovare una rotta per raggiungere le Indie orientali e la rotta delle spezie.

La Compagnia delle Indie Orientali aveva organizzato diversi viaggi di esplorazione verso le Indie Orientali, la decima missione, guidata dal capitano di marina Thomas Best, partì dal porto di Gravesend il 1º febbraio 1612, passò per Daman il 3 settembre 1612 e raggiunse Surat il 5 settembre 1612. Surat era allora il porto principale dell'Impero Moghul ed era situato alle foci del fiume Tapti.

Il 13 settembre 1612 una flotta di 16 brigantini a palo portoghesi salparono verso Surat. Il 22 settembre il capitano Best decise di inviare un emissario all'imperatore Moghul per richiedere la concessione di poter commerciare e di poter insediare un caposaldo nel territorio di Surat. In caso di rifiuto Best avrebbe abbandonato la regione, dal momento che re Giacomo I d'Inghilterra aveva esteso le concessioni alla Compagnia delle Indie Orientali nel 1609 a condizione che esse sarebbero state ritirate che la Compagnia non fosse stata capace di stipulare contratti commerciali vantaggiosi nell'arco di tre anni.

Il 30 settembre il capitano Best ricevette la notizia che due dei suoi uomini, tra cui il commissario di bordo, erano stati arrestati mentre erano a terra. Temendo il peggio, il capitano Best sequestrò una nave appartenente al governatore di Gujarat e si offrì di rilasciarla in cambio della liberazione dei suoi uomini. Il 10 ottobre il Capitano Best partì con il suo equipaggio verso il villaggio di Suvali, a circa 19 kilometri a nord di Surat. Tra il 17 ed il 21 ottobre Best riuscì, per mezzo di negoziati, ad ottenere la firma di un trattato per la concessione dei privilegi sul commercio, soggetto alla ratifica da parte dell'imperatore Moghul. Tuttavia il 27 novembre venne avvertito dai suoi uomini a terra che una piccola flotta di quattro navi portoghesi stava salpando per intercettare le sue navi. Le navi portoghesi giunsero il 28 novembre frapponendosi tra le navi inglesi e la rada. Ben presto seguì una schermaglia tra le due flottiglie senza gravi danni o perdite né dall'una né dall'altra parte.

All'alba del 30 novembre il capitano Brest, a bordo della nave Red Dragon salpò verso le quattro navi portoghesi più grandi costringendone tre ad arenarsi; durante questa operazione venne coadiuvata da un altro galeone, l'Hosiander. Dopo essere riusciti a rimettere in mare le tre navi arenate, i portoghesi si organizzarono per inviare uno dei loro brigantini come brulotto verso le navi inglesi. L'operazione fu tentata intorno alle 21:00 di notte di quello stesso giorno, ma le sentinelle inglesi si accorsero dello stratagemma in modo che il brulotto venne fatto esplodere con diversi colpi di cannone.

La situazione rimase in stallo fino al 5 dicembre quando il capitano Brest decise di salpare per il porto di Diu. Il 6 gennaio 1613 il capitano Brest ricevette una lettera dall'imperatore che ratificava il trattato firmato precedentemente con il governatore: Brest ordinò allora ad uno dei suoi uomini, di nome Anthony Starkey, di partire il 16 gennaio per raggiungere l'Inghilterra via terra e consegnare una missiva che annunciava il conseguimento di questo successo. Brest continuò il suo viaggio raggiungendo prima Ceylon il 18 gennaio e poi verso Sumatra, prima di fare ritorno in Inghilterra intorno al mese di aprile del 1614 senza fare ritorno in India.

Lo scontro tra inglesi e portoghesi al largo di Suvalu impressionò il Sardar, il Governatore di Gujarat, che riferì l'accaduto all'Imperatore Moghul. Costui, avendo avuto notizia delle capacità degli inglesi, cominciò a favorirne le attività commerciali a scapito dei portoghesi. Questa scelta potrebbe probabilmente essere stata guidata anche dalle posizioni fortemente anti-islamiche dei portoghesi, che spesso assalivano le navi dei pellegrini diretti verso la Mecca che attraversavano le coste occidentali dell'India.